# Cohors XXIIII Voluntariorum civium Romanorum
La Cohors XXIII Voluntariorum civium Romanorum fue una unidad auxiliar del Ejército romano, del tipo Cohors quinquagenaria peditata, creada a mediados del siglo II y destruida hacia mediados del siglo III. Durante todo este período de tiempo estuvo asignada a la guarnición de la provincia romana de Germania Superior, en la zona del limes germano-rético.

## Reclutamiento y operaciones militares bajo losAntoninos

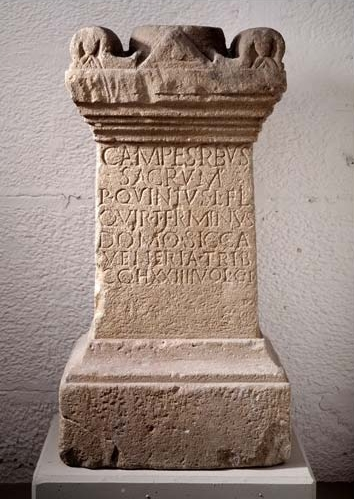
Ara votiva dedicada a los Campestres por Publio Quincio Término, natural de Sicca Veneria en África, Tribuno de la unidad en el.

La unidad fue reclutada por orden del emperador Antonino Pío hacia 146, y asignada al castellum Benningen (Alemania), cuando éste decidió desplazar el limes germano-rético unos 30 km hacia el interior del territorio germano, ampliando los Agri Decumates y el trazado de la frontera, por lo que se vio en la necesidad de disponer de más unidades auxiliares; no considerando necesario reclutar nuevas legiones, permitió el alistamiento de ciudadanos romanos para formar esta cohorte.
Una vez desplazado el limes hacia el este, la cohorte fue acuartelada en el castellum Murrhardt (Alemania), donde se documentan materiales de construcción sellados con su figlina, inscripciones votivas y funerarias.
La unidad participó en la construcción de un pequeño fortín en Wurzberg (Alemania), y envió destacamentos a algunos lugares de Germania Superior.
En la segunda mitad del siglo II, fue mandada por los Tribunos Sexto Julio Floro Victorino y por el norteafricano Publio Quintio Término.
También conocemos algunos de sus soldados y veteranos.

## La cohorte bajo los Severos y elsigloIII
La unidad continuaba ocupando su base bajo los imperios de Caracalla y Severo Alejandro y Maximino el Tracio.
Su evolución a partir de ese momento nos es desconocida, pero debió ser destruida por los alamanes hacia 260, cuando, aprovechando la debilidad del Imperio tras la desastrosa campaña contra los persas de Valeriano y las múltiples rebeliones contra su hijo y sucesor Galieno, invadieron los Agri Decumates, derrotaron a las debilitadas unidades defensivas del limes y obligaron al ejército romano a abandonar la zona.

## Bibliografía

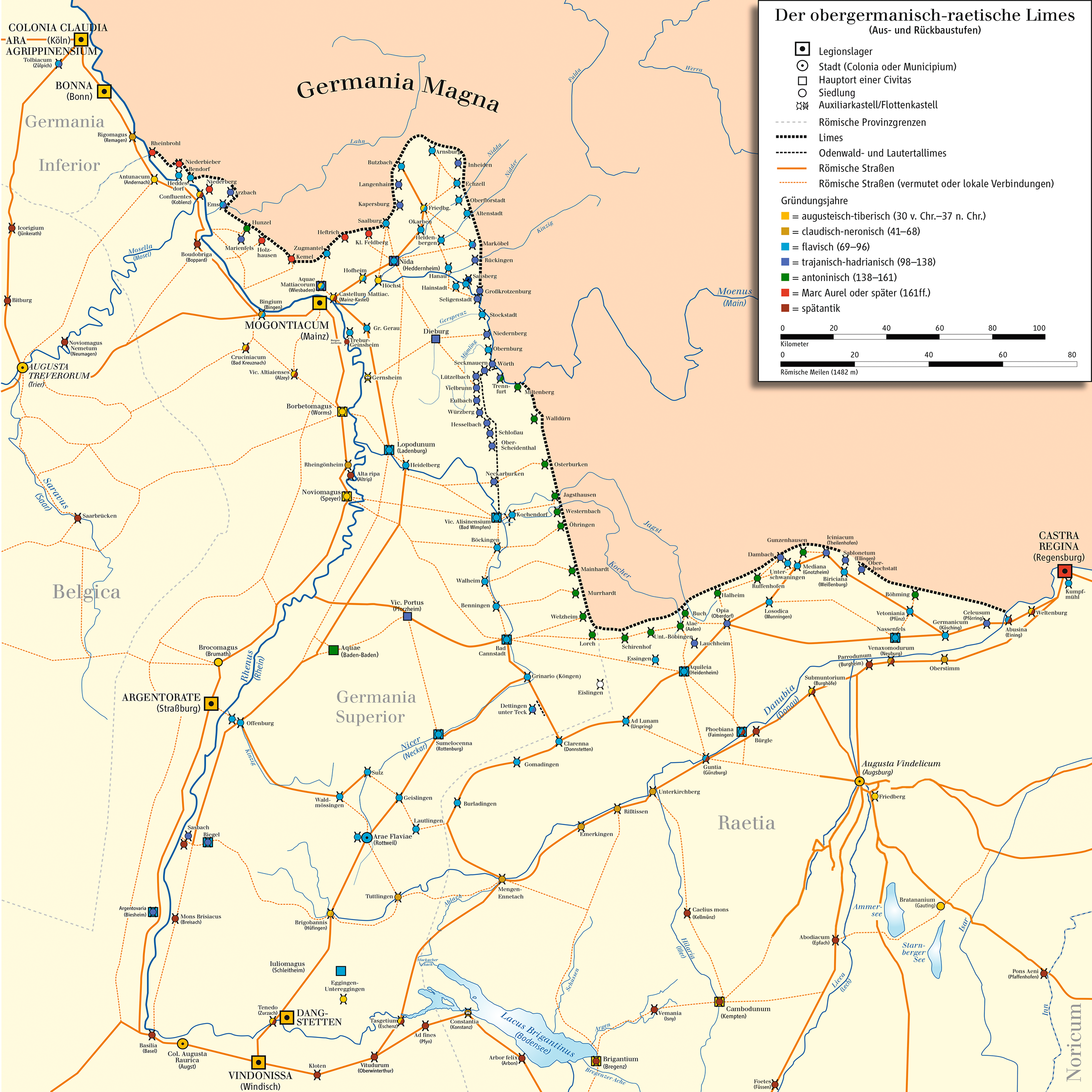
Mapa del limes germano-rético, donde aparece la base de la Cohors XXIIII Voluntariorum civium Romanorum en Murrhardt (Alemania).